# Askums landskommun
Askums landskommun var en kommun från 1862 till 1952 i dåvarande  Göteborgs och Bohus län.

## Administrativ historik
Askums landskommun inrättades i Askums socken i Sotenäs härad i Bohuslän när kommunalförordningarna började tillämpas den 1 januari 1863. 1909 bröts Malmöns landskommun ut ur Askum. 
I landskommunen inrättades municipalsamhällena:
- 28 februari 1902 Hovenäsets municipalsamhälle
- 22 december 1905 Väjerns municipalsamhälle

Vid kommunreformen 1952 uppgick kommunen med municipalsamhällena i Södra Sotenäs landskommun som 1974 uppgick i Sotenäs kommun.